# 11777 Hargrave
11777 Hargrave è un asteroide della fascia principale. Scoperto nel 1977, presenta un'orbita caratterizzata da un semiasse maggiore pari a 2,3929442 UA e da un'eccentricità di 0,2085008, inclinata di 2,28971° rispetto all'eclittica.
L'asteroide è dedicato a Lawrence Hargrave, astronomo australiano e pioniere dell'aviazione.